# Richard Soderberg
Carl Richard (Dick) Soderberg (Örnsköldsvik (comuna), 3 de fevereiro de 1895 — Cambridge (Massachusetts), 17 de outubro de 1979) foi um engenheiro sueco naturalizado estadunidense.

## Publicações selecionadas
- The Mechanical Engineering Department  (Instituto de Tecnologia de Massachusetts, 1947)
- My Life (Public Relations Group, 1979)